# 43º Corpo de Exército (União Soviética)
O 43º Corpo de Exército ( Unidade Militar Número 16460) foi um corpo do Exército Soviético de 1945 a 1989. O corpo foi formado pela primeira vez como o 137º Rifle Corps no final de 1945 e tornou-se o 43º Rifle Corps (Segunda Formação) em 1955. O corpo foi redesignado como o 43º Corpo de Exército em 1957 e foi baseado em Petropavlovsk-Kamchatsky . Em 1969, mudou-se para Birobidzhan como resultado do conflito fronteiriço sino-soviético . O corpo foi dissolvido em 1989 como resultado das reduções de tropas soviéticas no final da Guerra Fria .

## História
O 137º Corpo de Fuzileiros foi formado em 5 de dezembro de 1945 em Petropavlovsk-Kamchatsky, parte do Distrito Militar do Extremo Oriente, da Região de Defesa de Kamchatka. Foi comandado pelo tenente-general Alexey Gnechko até maio de 1950. Gnechko foi um Herói da União Soviética e veterano da invasão soviética da Manchúria . As unidades do corpo estavam baseadas em Kamchatka e nas Curilas do Norte e incluíam a 22ª Divisão de Rifles, a 101ª Divisão de Rifles e a 255ª Divisão de Rifles . Em 1948, a 101ª Divisão de Fuzileiros tornou-se a 6ª Divisão de Artilharia de Metralhadoras, que foi dissolvida em 1953. Após a dissolução em 1953 do 14º Exército de Assalto em Chukotka, sua 3ª e 8ª Brigadas de Fuzileiros Separadas tornaram-se parte do corpo.
Em abril de 1955, o corpo tornou-se o 43º Corpo de Fuzileiros (Segunda Formação). Em 1955, a 255ª Divisão de Rifles foi renomeada para 35ª Divisão de Rifles . Como parte da reorganização do Exército Soviético, tornou-se o 43º Corpo de Exército em 25 de junho de 1957. Na época, incluía o 410º Regimento de Fuzileiros Motorizados Separados em Magadan e o 414º em Anadyr . Durante a reorganização, a 35ª Divisão de Fuzileiros tornou-se a 125ª Divisão de Fuzileiros Motorizados e foi dissolvida em 1958. A 22ª Divisão de Rifles foi convertida na 22ª Divisão de Rifles Motorizados. Em 1960, o corpo incluía a 22ª Divisão de Rifles Motorizados e o 414º Regimento de Rifles Motorizados Separados. Em maio de 1969, como resultado do conflito fronteiriço sino-soviético, o quartel-general do corpo foi transferido para Birobidzhan. Ao mesmo tempo, a 272ª Divisão de Fuzileiros Motorizados em Babstovo passou a fazer parte do corpo. A 118ª Divisão de Fuzileiros Motorizados foi formada em 1970 como uma divisão de mobilização subordinada ao corpo. Em maio de 1970, a 3ª Área Fortificada foi ativada como parte do corpo em Leninsk. Entre 1987 e 1989, o corpo foi comandado pelo futuro comandante aerotransportado soviético Major General Nikolai Vasilyevich Kalinin . A 118ª Divisão de Rifles Motorizados foi dissolvida em 1987. Em julho de 1989, a 272ª Divisão de Fuzileiros Motorizados tornou-se a 128ª Divisão de Artilharia de Metralhadoras . Devido às reduções de tropas soviéticas no final da Guerra Fria, o corpo se desfez em 10 de outubro de 1989. Suas unidades foram dissolvidas ou transferidas para o 35º Exército .

## Comandantes
Os seguintes oficiais comandaram o corpo.
- Tenente-general Alexey Gnechko (5 de dezembro de 1945 - maio de 1950)
- Tenente General Viktor Urbanovich (maio de 1950 - abril de 1953)
- Major General Yevgeny Korkuts (2 de junho de 1953 - 13 de outubro de 1954)
- Major General Arakel Oganezov (13 de outubro de 1954 - 10 de fevereiro de 1956)
- Major General Arkhip Golubev (4 de maio de 1956 - 31 de outubro de 1958)
- Major General Ivan Veremey (janeiro de 1959 - abril de 1961)
- Desconhecido (1961–73)
- Major General Alexander Kovtunov (1973–77)
- Major General Nikolay Vasilevich Kalinin (1977–79)
- Desconhecido (1979–85)
- Major General Yuriy Fyodorovich Shchepin (1985–87)
- Desconhecido (1987–89)

## Composição
Durante o final dos anos 1980, o corpo incluiu as seguintes unidades listadas abaixo.
- 203ª Brigada de Foguetes Antiaéreos (Birobidzhan)
- 907º Batalhão de Assalto Aéreo Separado (Birobidzhan)
- 688º Batalhão de Comunicações Separadas (Birobidzhan)
- Batalhão de Engenharia de Rádio Separado PVO (Birobidzhan)
- Brigada de Apoio Material (Birobidzhan)
- Base de reparo e substituição (Birobidzhan)
- 8º Trem Blindado Separado (Birobidzhan)
- 23ª Brigada de Foguetes (Sopka)
- Regimento de Artilharia de Canhão (Babstovo)
- 272ª Divisão de Fuzileiros Motorizados (Babstovo)
- 118ª Divisão de Fuzileiros Motorizados (Mobilização) (Birobidzhan)
- 3ª Região Fortificada (Leninsk)